# 긴급사용승인
긴급사용승인(Emergency Use Authorization, EUA)은 미국 식품의약국(FDA)가 신약 또는 새로운 적응증(indication)에 대해, 임상시험을 생략하고 긴급한 사용을 허가하는 것을 말한다.

## 설명
2020년 4월 18일, 오상헬스케어의 코로나19 진단키트인 진파인더(GeneFinder COVID-19 Plus RealAmp Kit)가 EUA를 받았다. 실시간 유전자증폭검사(RT-PCR) 방식의 코로나19 진단키트다. 한국산 코로나19 진단키트 최초의 EUA 허가다.
4월 22일, 씨젠의 코로나19 진단키트가 미국 식품의약국(FDA)의 긴급사용승인(EUA)을 받았다. 제품명은 'Allplex 2019-nCoV Assay'이다.
4월 28일, 시선바이오머티리얼스는 미국 식품의약국(FDA)으로부터 코로나19 진단키트의 긴급사용승인(EUA)을 획득했다. 제품명은 'U-TOP COVID-19 Detection Kit'이다.
4월 29일, 국립알레르기·전염병 연구소(NIAID) 앤서니 파우치 소장은 길리어드 사이언스의 렘데시비르를 복용한 코로나19 환자들의 회복 기간을 1/3로 줄였다면서, "31% 정도의 개선효과가 100%에는 못 미치지만 이 약이 코로나바이러스를 막을 수 있다는 것을 증명해낸 것이 중요하다"며 "매우 긍정적"이라고 말했다.
4월 30일, 분자진단 헬스케어 전문기업 랩지노믹스(084650)가 미국 식품의약국(FDA)으로부터 코로나19 진단키트의 긴급사용승인(EUA)를 획득했다. 이번에 승인된 키트는 'LabGun™ COVID-19 RT-PCR Kit'로, 실시간유전자증폭검사(RT-PCR) 방식이다. 국내 업체가 긴급사용승인을 획득한 것은 이번이 다섯 번째다.
5월 1일, 도널드 트럼프 대통령은 백악관에서 기자들을 만나 "미국 규제당국이 길리어드 사이언스의 항바이러스제에 대해 코로나19 환자에 사용할 수 있도록 '긴급사용'을 승인했다"고 밝혔다.

## 대한민국
2016년 8월, 2015년 메르스 사태를 계기로 식약처에서는 2016년 6월 신종 감염병 발생과 대유행 방지를 위해 고위험 신종 감염병 진단제품의 긴급사용승인제도가 마련됐다.
2020년 2월 4일, 질병관리본부와 식품의약품안전처는 코로나19 진단시약 1개 제품을 긴급사용승인했으며, 승인제품은 질본이 지정한 민간의료기관에 공급돼 환자 진단에 사용될 예정이라고 밝혔다. 이번에 승인된 제품은 코젠바이오텍의 ‘Real-time PCR Kit'다.
2월 27일, 솔젠트의 코로나19 진단시약이 긴급사용승인을 받았다. 4월 현재까지 국내 식품의약품안전처의 긴급사용승인을 받은 5개의 업체 씨젠, 솔젠트, 코젠바이오텍, SD바이오센서, 바이오세움 중에서 직접 개발, 생산한 핵심원재료로 코로나19 진단시약을 생산하는 업체는 솔젠트가 유일하다.

## 같이 보기
- 세계보건기구
- 유럽 의약품청